# Смирнов, Аркадий Григорьевич
Арка́дий Григо́рьевич Смирно́в (1 сентября 1934, Шиньша, Моркинский район, Марийская автономная область, Горьковский край, РСФСР, СССР) ― марийский советский и российский учёный-педагог, кандидат психологических наук, профессор. Заведующий кафедрой педагогики и психологии (1983―2008), декан факультета психологии и безопасности жизнедеятельности Марийского государственного университета (2008―2010). Заслуженный работник высшей школы Российской Федерации (2005).

## Биография
Родился 1 сентября 1934 года в селе Шиньша ныне Моркинского района Марий Эл в крестьянской семье. 
Детские годы провёл в селе Елеево Мари-Турекского района Марийской АССР, окончил местную среднюю школу.
В 1960 году окончил Московский областной педагогический институт.
В 1973 году окончил аспирантуру Ленинградского педагогического института. В 1975 году стал кандидатом психологических наук.
С 1977 году ― на работе в Марийском государственном университете: старший преподаватель, в 1983―2008 годах ― заведующий кафедрой педагогики и психологии,  в 2008―2010 годах ― декан факультета психологии и безопасности жизнедеятельности, в 2010―2012 годах ― профессор кафедры общей психологии.
В настоящее время проживает в Йошкар-Оле.

## Научно-педагогическая деятельность
В 1975 году успешно защитил кандидатскую диссертацию на тему «Профессиональное самоопределение старших школьников и его влияние на отношение к учению». Кандидат психологических наук (1975).
Является автором ряда научных работ по психологии, в том числе учебного пособия для студентов вузов «Практикум по общей психологии», выдержавшего несколько переизданий. 
В 2005 году ему присвоено почётное звание «Заслуженный работник высшей школы Российской Федерации». Награждён медалями и почётными грамотами.

## Основные научные работы
Далее представлен список основных научных работ профессора А. Г. Смирнова:
- Профессиональное самоопределение старших школьников и его влияние на отношение к учению: Автореферат дис. на соискание ученой степени кандидата психологических наук. 190007 / Ленингр. гос. пед. ин-т им. А. И. Герцена. ― Ленинград, 1975. ― 23 с.: ил.
- Практикум по общей психологии: Учеб. пособие для студентов ун-тов, пед. вузов и колледжей / А. Г. Смирнов; М-во общ. и проф. образования РФ. Мар. гос. ун-т. ― Йошкар-Ола, 1998. ― 202 с. : ил.; 20 см.; ISBN 5-230-00509-2.
- Практикум по общей психологии: Учеб. пособие для высш. пед. учеб. заведений. ― М.: Изд-во Ин-та психотерапии, 2001. ― 220 c.: ил. ― ISBN 5-89939-024-7.

## Признание
- Заслуженный работник высшей школы Российской Федерации (23 сентября 2005)[2] ― за заслуги в научно-педагогической деятельности и большой вклад в подготовку квалифицированных специалистов [6]